# Valentín Arteaga
Valentín Arteaga y Sánchez-Guijaldo (Campo de Criptana, 25 de enero de 1936 - ) es un poeta y religioso teatino español.

## Biografía
Nacido el año de la guerra civil, su padre Ángel Arteaga murió luchando en el bando republicano en la batalla de Brunete cuando él contaba dos años. Educado en un medio campesino y rural con todo tipo de privaciones por su madre viuda Ángeles y su tía soltera Josefa, ingresó en el seminario diocesano de Ciudad Real en 1947. Seis años después, abandonó la formación eclesiástica para estudiar lo que entonces se llamaba «magisterio» hasta que, en 1956, ingresó de nuevo a la formación, pero ahora en el seminario de la Orden Clérigos Regulares en Palma de Mallorca. 
Entre 1958 y 1959 realizó su año canónico de noviciado en el monasterio de Santa María de Iranzu, en Navarra. Profesa en la Orden Teatina de San Cayetano de Tiene el 15 de septiembre de 1959. Fue enviado a Roma como alumno del Colegio Internacional Teatino entre 1959 y 1964, licenciándose en Teología dogmática por la Pontificia Universidad Gregoriana. Fue ordenado allí sacerdote el 9 de marzo de 1963. En Roma participó con algunos versos en las tertulias poéticas del Colegio Español de Roma, que estaba entonces junto a plaza Navona, en compañía, entre otros, del también poeta manchego José Luis Martín Descalzo, en los días del Concilio Vaticano II.
A su regreso a España se estableció en Palma de Mallorca entre 1964 y 1967, donde fue profesor de Estudios Eclesiásticos desde 1965 en la casa “La Divina Maternidad de Nuestra Señora” y en el seminario diocesano, maestro de juniores y conciliario del Movimiento Familiar Cristiano. Después pasa a ejercer su Ministerio presbiteral en Menorca. 
Entre 1967 y 1970 dejó de ser formador para ser enviado a Madrid, ciudad donde no había residido hasta entonces, para servir como asesor de la Archicofradía del Escapulario Azul, en la pastoral familiar y en el movimiento juvenil parroquial.
Abandonó irregularmente su Orden para incorporarse al clero diocesano de Menorca entre 1970 y 1971. En dicha diócesis fue director de Ejercicios espirituales, profesor en la Escuela de Maestría, adscrito a la parroquia de Nuestra Señora del Carmen, en Mahón, al tiempo que no quiso abandonar sus actividades literarias. De hecho, siguió dedicando su tiempo también a escribir columnas periodísticas en el Diario Menorca.
Entre 1971 y hasta 1979, desempeñó su ministerio sacerdotal en la parroquia de Nuestra Señora de la Soledad de Torrejón de Ardoz y fundó allí el grupo Síntesis y el taller literario del Ateneo Popular. Fue hasta esa época que se dio a conocer como poeta, puesto que en 1972 publicó el libro La esperanza del barro, al que siguieron otros. Fue también profesor del colegio San Juan Bosco y asesor de los Cursillos de Cristiandad de dicha localidad.
Tras un breve lapso casi inadvertido, entre 1979 y 1980, en que sirvió en la parroquia de Nuestra Señora de la Montaña, de Moratalaz, "uno de los últimos baluartes del catolicismo tardo franquista “sui generis”·, según contó, fue en ese mismo 1980 trasladado a Tomelloso, donde sirvió en la parroquia Nuestra Señora de la Asunción, lugar en que fundó el grupo poético Jaraíz y dirigió la revista de poesía El Cardo de Bronce, desde donde difundió la poesía italiana moderna; asimismo organizó numerosas actividades culturales siendo profesor del Instituto de Formación Profesional:
“Jaraíz” nació, en cuanto grupo artístico y literario, como un movimiento juvenil de formación y promoción cultural que supo responder a una demanda implícita de buena gente de Tomelloso. El cuaderno El Cardo de Bronce significó un espléndido lujo. Cada ejemplar resultaba un objeto de regalo único. No se debió dejar de lado esta iniciativa. De “Jaraíz” y de El Cardo han surgido excelentes poetas.
Finalmente, tras la intervención del padre Cayetano Rossell Clivillers, uno de sus amigos, en 1987 el prepósito general de dicha orden le readmitió entre los miembros profesos tras emitir por segunda ocasión su «primera» profesión religiosa, asignándole como destino una parroquia de Madrid, la de la Virgen de la Providencia y San Cayetano, a la que sirvió hasta 2003. En 1996 es nombrado prepósito provincial de la Orden de Clérigos Regulares o «teatinos» de España, reelegido por tres veces hasta el  17 de junio de 2003, en que es elegido Prepósito General de la misma; desde entonces reside en Roma. En junio de 2009 fue reelegido para un segundo mandato en el capítulo general de la orden celebrado en el monasterio navarro de Santa María de Iranzu. Desde este puesto promovió la digitalización de los archivos y bibliotecas de la orden.
Siendo ya hijo predilecto de Campo de Criptana, el 31 de mayo de 2015 le homenajearon como hijo predilecto de Castilla - La Mancha en el Día de la comunidad autónoma.
Ha publicado ocho libros en prosa y 22 poemarios desde 1972 hasta la actualidad. Amigo del también poeta Rafael Alfaro, ha venido siendo galardonado con numerosos premios, entre ellos: “Ciudad de Palma”, “Ciudad de Puertollano”, “Fray Luis de León”, “Eladio Cabañero”, “Ciudad de Linares”, “Bahía de Algeciras”, “Gerardo Diego”, “Florentino Pérez Embid”, “Jorge Manrique”, “Santa Teresa de Jesús”, “Juan Alcaide”, “El Olivo” y el XXVI “Fernando Rielo” de poesía mística, fallado en Quito (Ecuador) por su obra Oficio en mí menor.
La poesía de Valentín Arteaga es muy elaborada formalmente, con abundante imaginería espiritual; transmite una jubilosa exaltación. Otras veces hay humanidad testimonial y compromiso social con los más necesitados. Ha sido incluido en varias antologías y traducido al inglés, italiano y alemán.

## Obras
- La esperanza del barro y otros poemas, Campo de Criptana, Hito, 1972
- De par en par, Campo de Criptana, Hito, 1973.
- Dios en voz baja, Torrejón de Ardoz, Ateneo Popular, 1975.
- Y aún no había raíces..., Madrid, Algar (Colec. Síntesis de Poesía), 1979
- Las barcas de la memoria, 1984.
- Un rostro va en su música, 1985, premio Florentino Pérez Embid de la Real Academia Sevillana de Buenas Letras, 1984.
- Mujer junto al poniente, Talavera de la Reina, Colec. Melibea, 1994.
- El viento y las alas 1996.
- Umbral de la distancia, 1983.
- Más o menos manchegos, ea, 2001.
- Arde el sol como un templo: pueblos, Horcates, Eras, cal en llamas, 1980.
- Retablo de ceniza, 1981.
- La espalda de Adán, 1984.
- Inutilidad del crepúsculo, Madrid, Cátedra Cultural José María Tomassi, 1989.
- Cayetano de Thiene: un testigo del sermón de la montaña, 1986.
- Cuando llueve en tus ojos, 1975.
- Resplandor para un éxtasis: exultación y deslumbramiento de Sor Úrsula..., 1993.
- El mar en la patena, 1981.
- Los peldaños de la luz, 2000.
- Tránsito, Jaén, Colec. Señales de Poesía, 2000
- Cuando regresa el mar hasta mis labios, 1985.
- Misa de Navidad, 1984.
- Regreso al corazón del Evangelio: Vida Interior de Cayetano de Thiene, 2000.
- La niebla transitada, 1991.
- Padre nuestro sin más: San Cayetano de Thiene 1480-1980, 1980.
- Manual de ceremonias, 1992.
- Oficio en mi menor, 2008.
- 4 poetas manchegos: Juan Alcaide, Angel Crespo, Eladio Cabañero, Félix Grande, 1985.
- Con Joan Terrasa, La muerte plenitud de la vida: Diálogo con el P. Antonio Oliver, 1996
- Con Antonio López Torres, López Torres: Retrato y fábula de un pintor de Tomelloso, 1992
- "La sed en la poesía religiosa de Juan Alcaide". Revista Hito, cuaderno n.º 7; noviembre de 1969.